# Ría de Cubas
La ría de Cubas, desembocadura del Miera, es uno de los estuarios que vierten aguas a la bahía de Santander. Su territorio se divide entre los municipios de Marina de Cudeyo, Ribamontán al Mar y Ribamontán al Monte (Cantabria, España). Durante la pleamar es navegable. Comparte el nombre con la localidad de Cubas, situada en su margen derecha.
Al este se junta con la bahía, cerca del arenal El Puntal, entre Somo y Pedreña, siendo el principal aporte de agua dulce a la misma. En el entorno de Pedreña la vegetación es la típica de marisma.

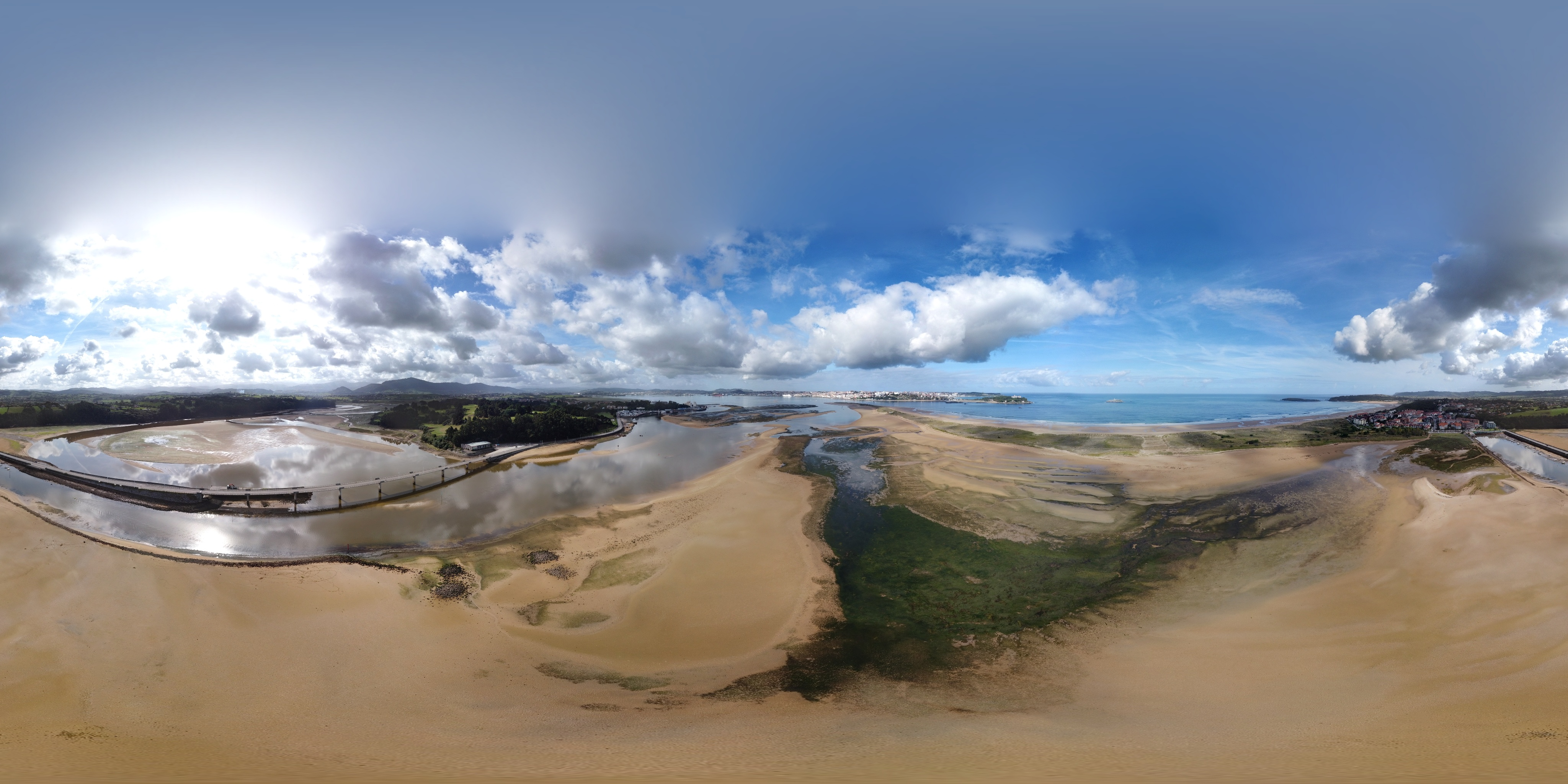
Vista 360º desde la desembocadura en Somo